# 張舉 (東晉)
张举（？—351年），十六国时后赵大臣。

## 生平
339年，石虎任命抚军将军李农会同征北大将军张举进攻前燕的凡城。张举等人进攻十多天，不能取胜，于是退军。後张举任太尉。348年，石虎与群臣商议立太子。太尉张举说：“燕公石斌长于军事统治，彭城公石遵长于礼乐教化，只看陛下选择。”戎昭将军张豺推荐齐公石世。石虎便与张举、李农定议立石世为太子。349年，石虎死后，石世即位。张豺找张举谋划诛杀司空李农，张举和李农关系密切，就把此事泄露给李农。李农闻讯后逃到广宗，刘太后派张举统领多路朝廷禁军包围了他们。张豺任命张离为镇军大将军，监督朝廷内外的军务。后来石闵、李农帮助石鑒夺得皇位。新兴王石祗镇守襄国，想杀掉石闵、李农。石闵、李农任命汝阴王石琨为大都督，和张举以及侍中呼延盛率领七万步骑兵，讨伐石祗。350年，石闵胁迫石鉴改国号为卫，大杀诸胡。太宰赵庶、太尉张举、中军将军张春、光禄大夫石岳、抚军石宁、武卫将军张季，以及公侯、卿、校、龙腾卫士等一万多人，全都投奔襄国石祗。石祗派汝阴王石琨以及张举、王朗率领七万兵众攻打邺城，被石闵击败。石闵废黜石鉴，恢复自己的冉姓，建立冉魏。石祗称帝，延续后赵，351年，冉闵攻打包围襄国一百多天。石祗去掉了皇帝的称号，改称为赵王，派遣太尉张举到前燕请求援军，并承诺送去传国玺。悦绾从襄国返回，慕容儁才知道张举所说的送传国印玺是荒诞之辞，于是就杀了他。